# Place du Panthéon
Place du Panthéon ( [plas dy pɑ̃teɔ̃] ) je trg u 5. arondismanu Pariza, Francuska. Smješten u Latinskoj četvrti, dobio je ime po Panthéonu kojega okružuje.
Rue Soufflot, zapadno od Place du Panthéon, ide prema Boulevard Saint-Michel. Lycée Henri-IV, bivša opatija svete Genevieve, nalazi se istočno od trga, južno od Saint-Étienne-du-Mont.